# Caffiers
Caffiers ist eine französische Gemeinde mit 726 Einwohnern (Stand: 1. Januar 2022) im Département Pas-de-Calais in der Region Hauts-de-France; sie gehört zum Arrondissement Calais und zum Kanton Calais-2.

## Geografie
Die Gemeinde Caffiers liegt im Regionalen Naturpark Caps et Marais d’Opale, etwa 15 Kilometer südlich von Calais und 16 Kilometer östlich von Cap Gris Nez. Nachbargemeinden von Caffiers sind Pihen-lès-Guînes im Nordwesten und Norden, Hames-Boucres im Nordosten, Guînes im Nordosten und Osten, Fiennes im Südosten und Süden, Rety im Südwesten sowie Landrethun-le-Nord im Westen.

## Bevölkerungsentwicklung
| Jahr                       | 1962 | 1968 | 1975 | 1982 | 1990 | 1999 | 2006 | 2013 | 2022 |
| -------------------------- | ---- | ---- | ---- | ---- | ---- | ---- | ---- | ---- | ---- |
| Einwohner                  | 541  | 524  | 557  | 562  | 586  | 623  | 630  | 739  | 726  |
| Quellen: Cassini und INSEE |      |      |      |      |      |      |      |      |      |

## Sehenswürdigkeiten
- Kirche Saint-Éloi aus dem 19. Jahrhundert
- Kapelle Notre-Dame-des-Campagnes

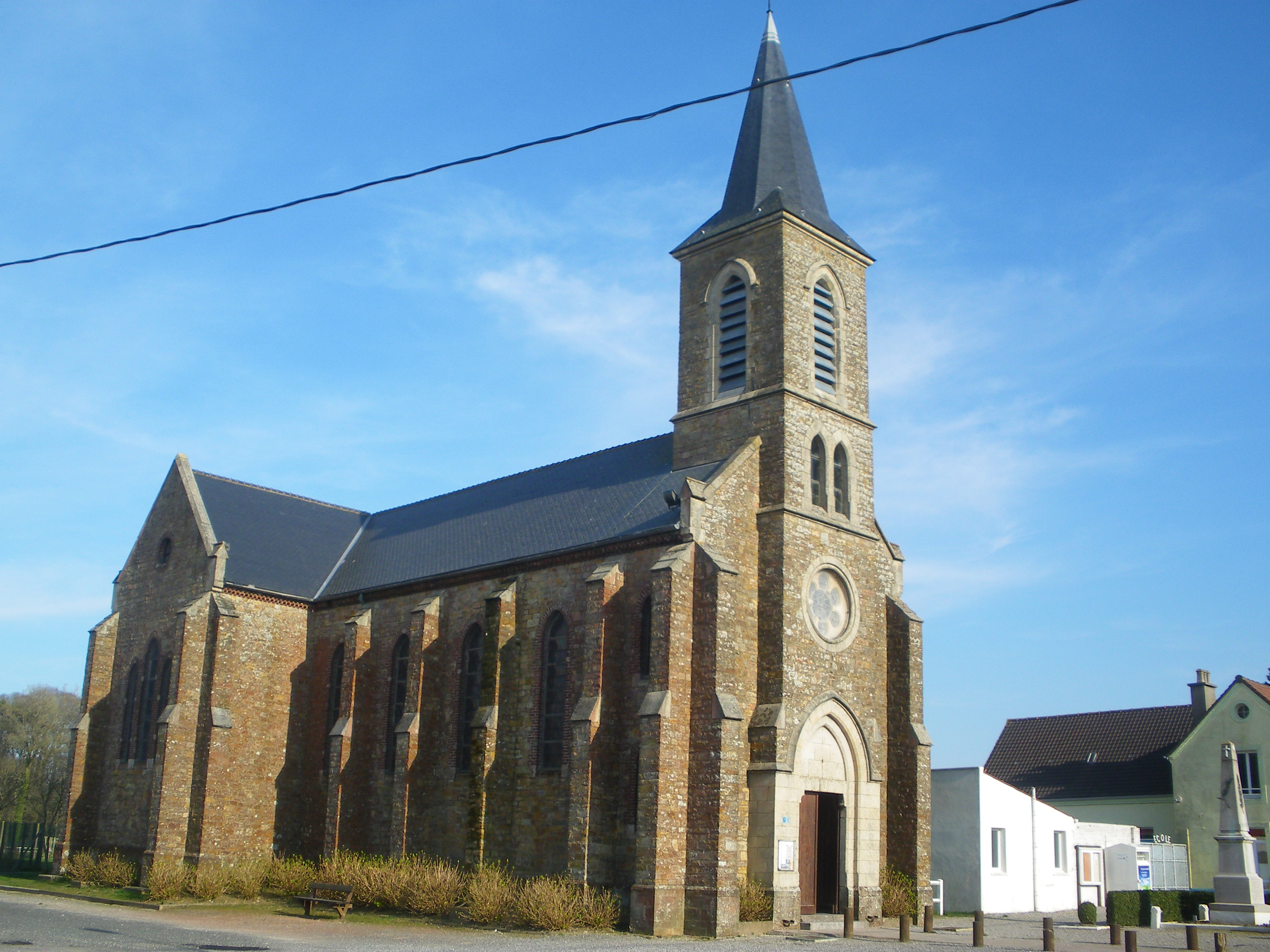
Kirche Saint-Éloi
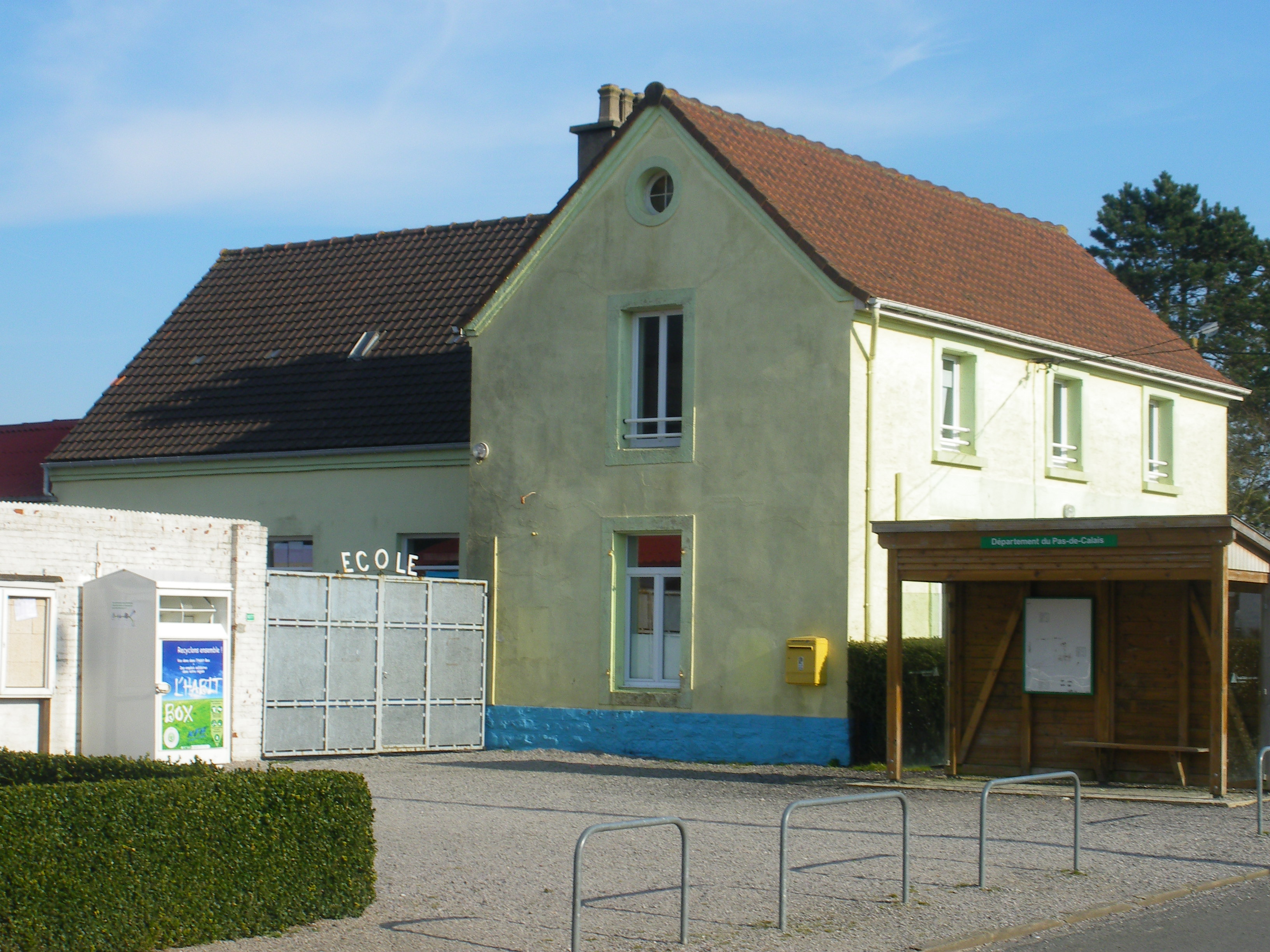
Schule
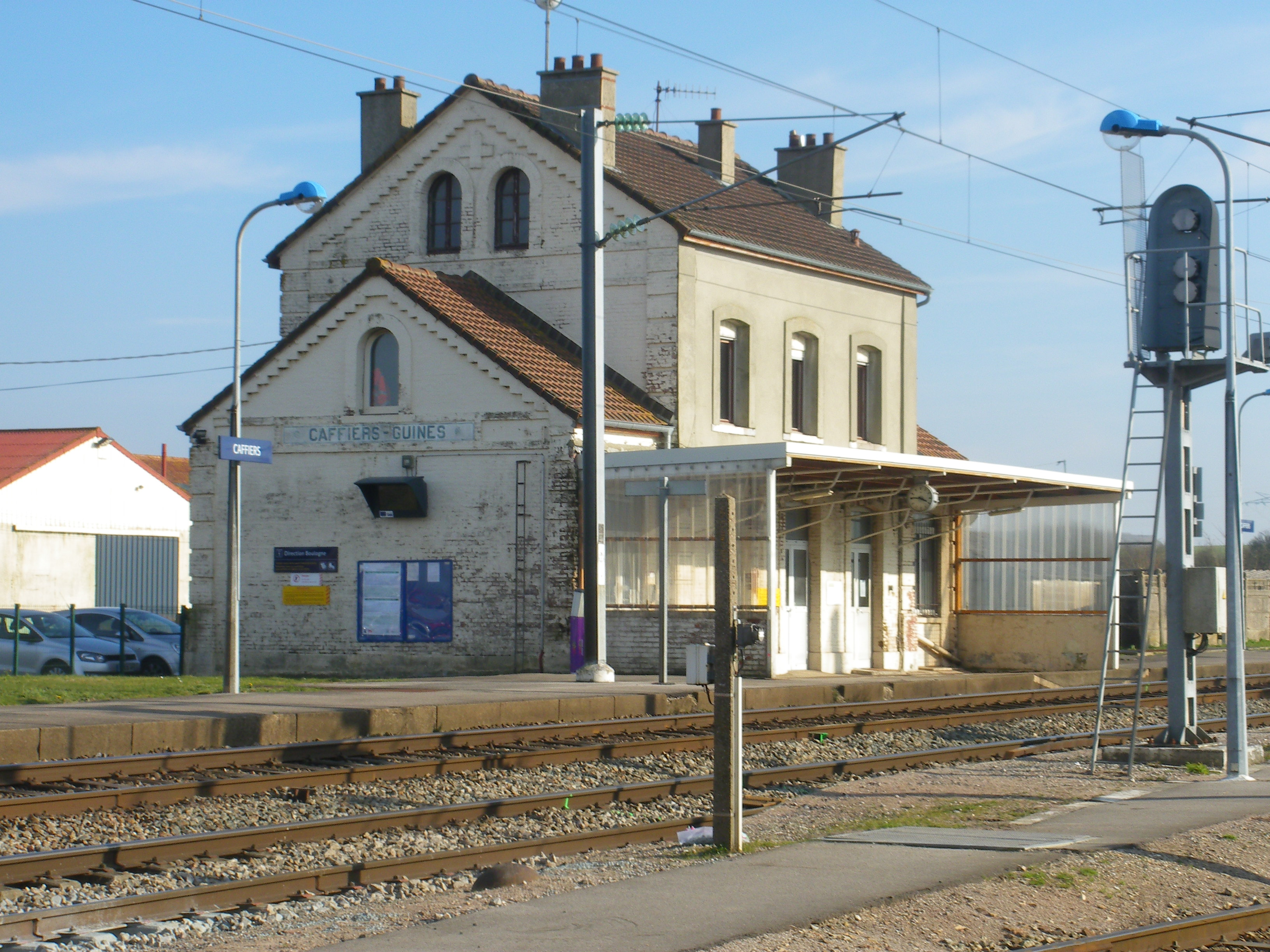
Bahnhof
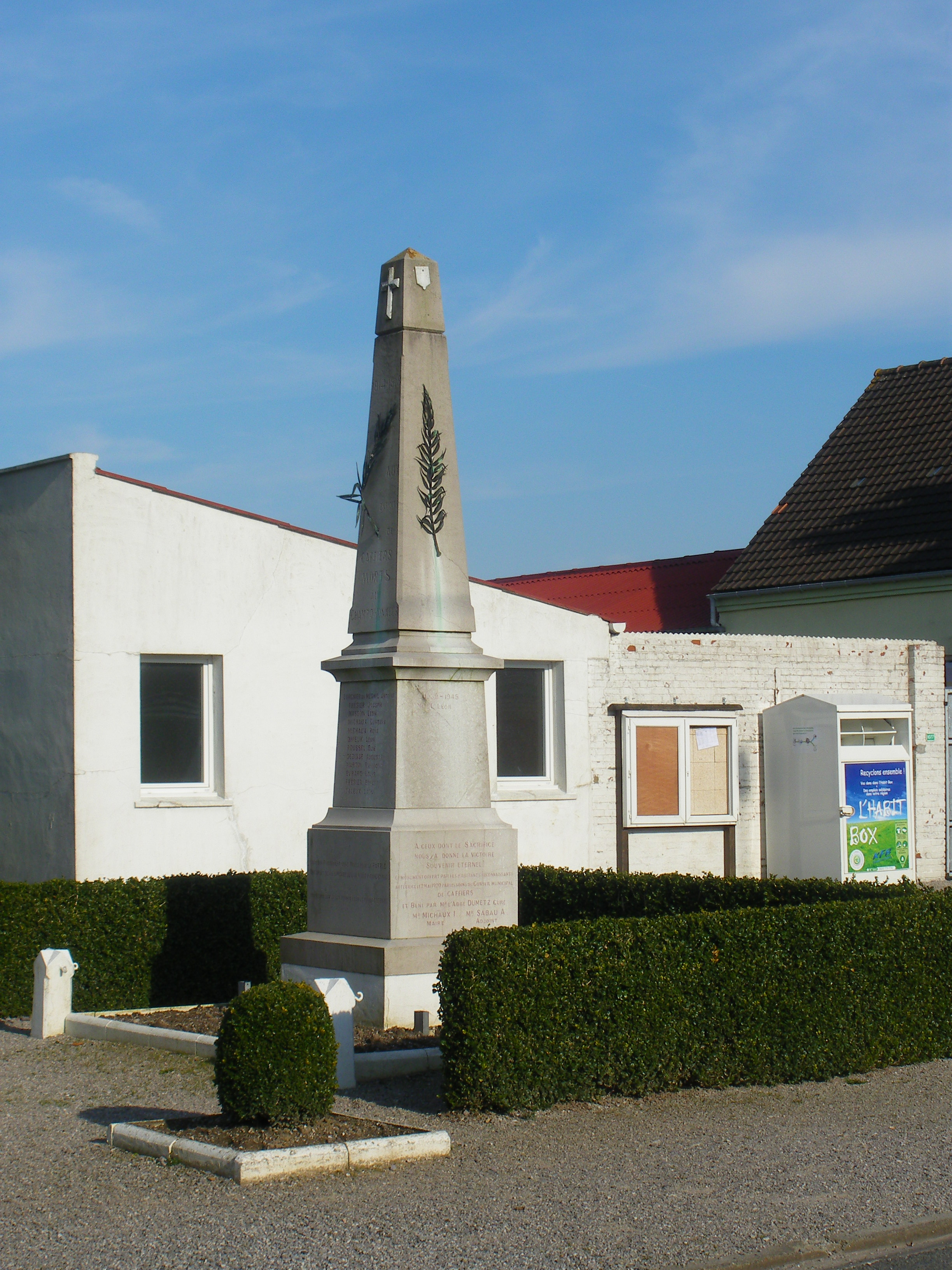
Gefallenendenkmal